# Meierythrops pacifica
Meierythrops pacifica är en kräftdjursart som beskrevs av Murano 1981. Meierythrops pacifica ingår i släktet Meierythrops och familjen Mysidae. Inga underarter finns listade i Catalogue of Life.